# マテウス・フェリペ・コスタ・ペレイラ
マテウス・ペレイラ（Matheus Pereira）ことマテウス・フェリペ・コスタ・ペレイラ（ポルトガル語: Matheus Fellipe Costa Pereira、1996年5月5日 - ）は、ブラジル・ベロオリゾンテ出身のポルトガル人サッカー選手。クルゼイロEC所属。ポジションはMF。

## クラブ歴
ミナスジェライス州のベロオリゾンテで生まれたが、幼くしてポルトガルに移住し、スポルティング・クルーベ・デ・ポルトゥガルの下部組織に14歳で加入した。2014年1月18日にユース在籍ながらBチームで初出場、46分にクリスティアン・ポンデに代えて投入されてのデビューであった。2015年3月7日に初得点を記録した。2015-16シーズンに先だってジョルジェ・ジェズス新監督によってトップチーム昇格。10月1日のUEFAヨーロッパリーグ 2015-16 グループリーグのベシクタシュJK戦でスターティングメンバーに選ばれ、いきなりの国際大会デビューとなった。同月末にタッサ・デ・ポルトガルでプロ初得点をすると、ヨーロッパリーグでもKFスカンデルベウ・コルチャから得点しヨーロッパリーグ週間ベストイレブンに名を連ねた。
2021年8月6日、ペレイラはアル・ヒラルと契約に合意した。 2023年1月、ペレイラはUAEプロリーグのアル・ワフダ・アブダビにレンタル移籍した。2023年7月、同じくレンタルでクルゼイロECに加入した。 2024年6月17日、ペレイラは約€5.5百万の移籍金でクルゼイロと2年間の完全移籍契約を結んだ。

## タイトル
アル・ヒラル
- AFCチャンピオンズリーグ：2021